# Samuel Linde

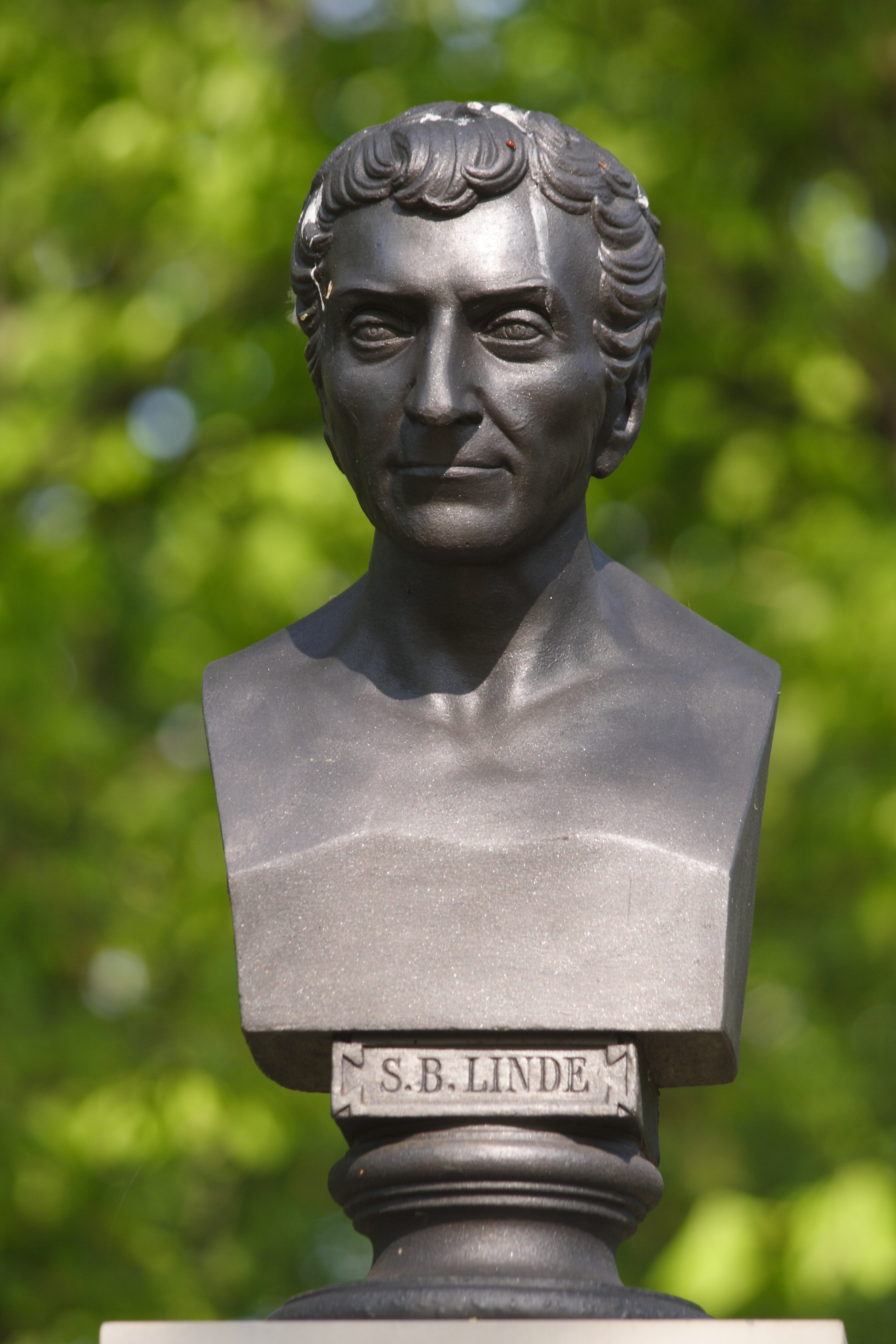
Busto de Linde en la tumba familiar en el Cementerio protestante de Varsovia.

Samuel Bogumił Linde (Toruń,  1771– Varsovia, 1847) fue un lingüista y lexicógrafo de la lengua polaca. Dirigió el Liceo de Varsovia durante su existencia, (1804-1831), siendo considerado como una importante figura de la Ilustración en Polonia. Hijo de Jan Jacobsen Linde, sueco y de Anna Barbara Langenhann, proveniente de Coburg, su segundo nombre de nacimiento era Gottlieb, aunque se le conoce en polaco como Bogumił. Linde provenía de una familia germanoparlante, aunque dominando el polaco con fluidez, fue lector de esta lengua en la Universidad de Leipzig, donde había estudiado teología y filología. En 1793, colaboró con los defensores de la Constitución de 3 de mayo de 1791, apoyando a Hugo Kołłątaj en 1794, durante el levantamiento de Kościuszko. Bibliotecario entre 1795 y 1803 de Józef Maksymilian Ossoliński, comenzó a recoger materiales para su futuro diccionario polaco. Linde fue luterano, siendo enterrado en el cementerio evangélico de la Confesión de Augsburgo en Varsovia. Contrajo matrimonio con la suiza Ludwika Nussbaum, y tuvo una hija, Ludwika Emilia Izabela. El principal trabajo de Linde fue Słownik języka polskiego, un notable diccionario de la lengua polaca en seis volúmenes, que se publicó en Varsovia entre 1807–14. Fue el primer gran diccionario en esta lengua. Una segunda edición fue publicada póstumamente en Lviv entre 1854-1861. Su obra se estima como fundamental para los estudios en filología eslava.